# Australian National Championship 1999
El Australian National Championship (Campeonato Nacional Australiano) de 1999 fue la segunda edición del torneo profesional de rugby entre franquicias del Súper Rugby de Australia.
El equipo de Brumbies se coronó como campeón de la competencia.

## Sistema de disputa
El torneo se disputó en formato liga donde se enfrentaron todos contra todos.

### Posiciones
| Pos. | Equipo          | Encuentros | Encuentros | Encuentros | Encuentros | Tantos | Tantos | Tantos | PB | PB | Puntos |
| Pos. | Equipo          | PJ         | PG         | PE         | PP         | F      | C      | Dif    | BO | BD | Puntos |
| ---- | --------------- | ---------- | ---------- | ---------- | ---------- | ------ | ------ | ------ | -- | -- | ------ |
| 1    | Brumbies        | 2          | 1          | 0          | 1          | 56     | 54     | +2     | 1  | 1  | 6      |
| 2    | Queensland Reds | 2          | 1          | 0          | 1          | 61     | 49     | +12    | 0  | 0  | 4      |
| 3    | Waratahs        | 2          | 1          | 0          | 1          | 20     | 34     | -14    | 0  | 0  | 4      |

|  | Campeón. |

## Resultados
| 4 de septiembre | Queensland Reds | 24 - 3 | Waratahs |  |  |

| 8 de septiembre | Waratahs | 17 - 10 | Brumbies |  |  |

| 13 de septiembre | Brumbies | 46 - 37 | Queensland Reds |  |  |

| Bandera de Australia |
| Campeón Brumbies     |
| Primer título        |